# Romagny Fontenay
Romagny Fontenay é uma comuna francesa na região administrativa da Normandia, no departamento da Mancha. Estende-se por uma área de 36.31 km². Em 2010 a comuna tinha 1 342 habitantes (densidade: 37 hab./km²).
Foi criada em 1 de janeiro de 2016, a partir da fusão das antigas comunas de Romagny e Fontenay.